# Walter-Brenninger-Biwak
Das Walter-Brenninger-Biwak ist eine Biwakhütte der Sektion Brixen des Alpenvereins Südtirol (AVS) in den Pfunderer Bergen der Zillertaler Alpen in Südtirol. Sie befindet sich im hintersten Pfunderer Tal auf einer Höhe von 2156 m s.l.m. und dient in erster Linie Wanderern auf dem Pfunderer Höhenweg von Sterzing nach Bruneck als Notunterkunft. Die 1977–1978 aus einem verfallenen Schafstall errichtete Hütte ist dem Brixner Bergsteiger Walter Brenninger (1913–1972) gewidmet.